# Marinus Kan
Marinus Leonard Kan (Amsterdam, 10 augustus 1891 - Bergen-Belsen, 10 april 1945) was een Nederlandse advocaat. Kan was voorzitter van de Nederlandse Zionistenbond en tijdens de Tweede Wereldoorlog lid van de Joodse Raad.

## Levensloop
Kan was het enige kind van Salomon Kan (1851-1927) en Helene Levenbach (1859-1927). Hij studeerde rechten aan de Amsterdamse Gemeente Universiteit. In 1921 promoveerde hij cum laude in de rechtswetenschappen met het proefschrift Bewijslast en bewijswaardering. Vervolgens vestigde hij zich met een eigen advocatenpraktijk in Amsterdam. Kan was gespecialiseerd in merken- en octrooirechten. Vanaf zijn eenentwintigste was Kan actief binnen de Nederlandse Zionistenbond. Zo was hij voorzitter van de afdeling Amsterdam en lid van het bondsbestuur. In 1939 werd hij voorzitter.
Samen met onder andere David Cohen stond Kan in december 1940 aan de basis van de Joodse Coördinatie Commissie (JCC), waaraan de voorzitter van de Hoge Raad Lodewijk Ernst Visser leiding gaf. De JCC moest de belangen van de Joden ten opzichte van de Duitse bezetter behartigen. Twee maanden later werd de Joodse Raad opgericht, waartoe Kan ook toetrad. De Joodse Coördinatie Commissie werd genegeerd door de Duitse autoriteiten waardoor de organisatie uiteindelijk een stille dood stierf. Kan zelf stapte op 20 februari uit de Joodse Raad omdat hij zich gestoord had aan een oproep in Het Joodsche Weekblad om, uit angst voor represailles, de bezetter te gehoorzamen. Samen met Izaak Kisch was Kan de enige die vanwege principiële redenen opstapte bij de Joodse Raad.
Kan kwam op 20 juni 1943 samen met zijn vrouw Frederika Kan-Godschalk en zoon Daniël in Westerbork terecht. Op 6 september 1943 kwamen zij tijdelijk vrij, om een maand later wederom in Westerbork terecht te komen. Ze werden in de strafbarak geplaatst, maar die status werd na bemiddeling van de Joodse Raad ongedaan gemaakt. Op 1 november 1944 werd het gezin Kan gedeporteerd naar Bergen-Belsen. Kan overleed daar op 10 april 1945 aan ziekte en ondervoeding. Zijn vrouw onderging hetzelfde lot zes dagen later. Zijn zoon Daniel (1927-2013) overleefde wel en zou het uiteindelijk brengen tot hoogleraar aan MIT.